# Gareth Wigan
Gareth Wigan (2 de diciembre de 1931 - 13 de febrero de 2010) fue un agente, productor y ejecutivo de estudio británico conocido por trabajar en películas como Star Wars de George Lucas. Su temprano reconocimiento del poder del mercado global del entretenimiento permitió a su empleador, Sony Pictures Entertainment, aprovechar películas como Crouching Tiger, Hidden Dragon.

## Vida y carrera
Gareth Wigan nació en Londres el 2 de diciembre de 1931. Después de graduarse de Oxford en 1952 con una licenciatura con honores en literatura inglesa, comenzó su carrera como agente literario en la oficina de Londres de MCA. Eventualmente fundó una agencia con Richard Gregson, Gregson & Wigan. Entre sus clientes estaba el dramaturgo británico Giles Cooper, cuya historia, "Unman, Wittering and Zigo", escrita originalmente para la radio, fue la primera película que produjo Wigan, dirigida por John Mackenzie y protagonizada por David Hemmings. Gregson and Wigan se vendió a EMI en 1970 y Gareth Wigan se mudó posteriormente a Los Ángeles.
En el transcurso de una carrera de 40 años, Wigan pasó de ser agente de talentos a productor y jefe de estudio. Los créditos cinematográficos incluyen Star Wars, Alien, The Turning Point, Chariots of Fire, The Right Stuff, Bram Stoker's Dracula, Kick-Ass y otros.
Ocupó numerosos cargos, incluido el de ejecutivo de producción en 20th Century Fox, co-vicepresidente de Columbia TriStar Motion Picture Group, cofundador de The Ladd Company, consultor de producción en Columbia y más.

## Muerte
Gareth Wigan murió en su casa de Los Ángeles el 13 de febrero de 2010 a la edad de 78 años. Divorciado de su primera esposa, Heather Germann, y fallecido antes de su segunda esposa, Georgia Brown, le sobreviven su tercera esposa, Patricia Newcomb, y cuatro hijos. Una dedicatoria a Wigan aparece en los créditos finales de la película Kick-Ass de 2010.